# Aegomorphus mourei
Aegomorphus mourei es una especie de escarabajo longicornio del género Aegomorphus,  subfamilia Lamiinae. Fue descrita científicamente por Zajciw en 1964.
Se distribuye por Brasil. Mide 12-18 milímetros de longitud.